# Dominik Mayländer
Dominik Mayländer (* 20. März 1995) ist ein deutscher Skispringer.

## Werdegang
Der für den SC Degenfeld startende Mayländer gab sein internationales Debüt bei FIS-Junioren-Springen in Hinterzarten im Juli 2008. 2009 wurde er Schwäbischer Schülermeister. Im Juli 2011 gab er in Gérardmer sein Debüt im FIS Cup. Mit den Plätzen 16 und 17 sprang er dabei auf Anhieb unter die besten 20. In der Folge startete er bis Januar 2013 abwechselnd im FIS- und im Alpencup. Nach guten Leistungen dort, erhielt er in Titisee-Neustadt einen Startplatz im Skisprung-Continental-Cup. Nach einem guten 16. Platz im ersten Springen, verpasste er im zweiten Springen als Vierter nur knap seinen ersten Podestplatz. Auch in Planica zeigte er gute Leistungen und sprang deutlich in die Punkte.
Auch im Sommer 2013 gelangen ihm im Continental Cup gute Punkteplatzierungen. Bei den Deutschen Meisterschaften 2013 in Oberstdorf gewann er gemeinsam mit Maximilian Mechler, Martin Schmitt und seinem Cousin Jan Mayländer die Silbermedaille im Teamspringen. Bei den Junioren-Weltmeisterschaften 2014 im Val di Fiemme sprang Mayländer im Einzel auf den 38. Platz, bevor er mit der Mannschaft im Teamspringen Rang fünf erreichte. Im März erreichte er mit dem dritten Platz im Alpencup-Springen von Chaux-Neuve seinen ersten Podestrang in dieser Serie.
Im Sommer 2014 erhielt Mayländer einen Startplatz im A-Kader für den Skisprung-Grand-Prix 2014. Mit einem 11. Platz in Einsiedeln sammelte er dabei erste Punkte. Am Ende belegte er mit 24 Punkten den 54. Platz der Grand-Prix-Gesamtwertung. Im Oktober stand er als Dritter beim Alpencup in Tschagguns erneut auf dem Podium. Im Winter 2014/15 erhielt Mayländer erneut einen Platz im B-Kader und startet auch weiterhin im Continental Cup, jedoch blieben Punkteerfolge in den ersten Springen bis zum Jahreswechsel aus.

## Erfolge

### Grand-Prix-Platzierungen
| Saison | Platz | Punkte |
| ------ | ----- | ------ |
| 2014   | 54.   | 24     |
| 2015   | 81.   | 06     |